# Dekanat Birmingham North
Dekanat Birmingham North – jeden z 18 dekanatów archidiecezji Birmingham w Wielkiej Brytanii. W jego skład wchodzi 13 parafii. 

## Lista parafii
| Lp. | Miejscowość      | Parafia                                          | Kościół                                                    | Grafika |
| --- | ---------------- | ------------------------------------------------ | ---------------------------------------------------------- | ------- |
| 1   | Kingstanding     | Parafia Chrystusa Króla                          | Kościół Chrystusa Króla w Kingstanding                     |         |
| 2   | Walmley          | Parafia Świętego Krzyża i św. Franciszka z Asyżu | Kościół Świętego Krzyża i św. Franciszka z Asyżu w Walmley |         |
| 3   | Sutton Coldfield | Parafia Trójcy Przenajświętszej                  | Kościół Trójcy Przenajświętszej w Sutton Coldfield         |         |
| 4   | Maryvale         | Parafia Wniebowzięcia Najświętszej Maryi Panny   | Kościół Wniebowzięcia Najświętszej Maryi Panny w Maryvale  |         |
| 5   | Four Oaks        | Parafia Najświętszego Serca Jezusowego           | Kościół Najświętszego Serca Jezusowego w Four Oaks         |         |
| 6   | Handsworth       | Parafia św. Augustyna z Anglii                   | Kościół św. Augustyna z Anglii w Handsworth                |         |
| 7   | Castle Vale      | Parafia św. Gerarda                              | Kościół św. Gerarda w Castle Vale                          |         |
| 8   | Perry Common     | Parafia św. Małgorzaty Marii                     | Kościół św. Małgorzaty Marii w Perry Common                |         |
| 9   | Erdington        | Parafia św. Marii i św. Jana                     | Kościół św. Marii i św. Jana w Erdington                   |         |
| 10  | Sutton Coldfield | Parafia św. Mikołaja                             | Kościół św. Mikołaja w Sutton Coldfield                    |         |
| 11  | Pype Hayes       | Parafia Świętych Apostołów Piotra i Pawła        | Kościół Świętych Apostołów Piotra i Pawła w Pype Hayes     |         |
| 12  | Perry Barr       | Parafia św. Teresy                               | Kościół św. Teresy w Perry Barr                            |         |
| 13  | Erdington        | Parafia św. Tomasza i św. Edmunda z Canterbury   | Kościół św. Tomasza i św. Edmunda z Canterbury w Erdington |         |